# Petter Magnus Johansson
Petter Magnus Johansson (i riksdagen kallad Johansson i Södra Vi), född 31 oktober 1825 i Horns församling, Östergötlands län, död 28 maj 1898 i Södra Vi församling, Kalmar län, var en svensk hemmansägare och politiker.
Johansson var ledamot av riksdagens andra kammare 1870–1872, invald i Sevede och Tunaläns domsagas valkrets i Kalmar län. Han tillhörde Lantmannapartiet.